# Röhrenbrunnen

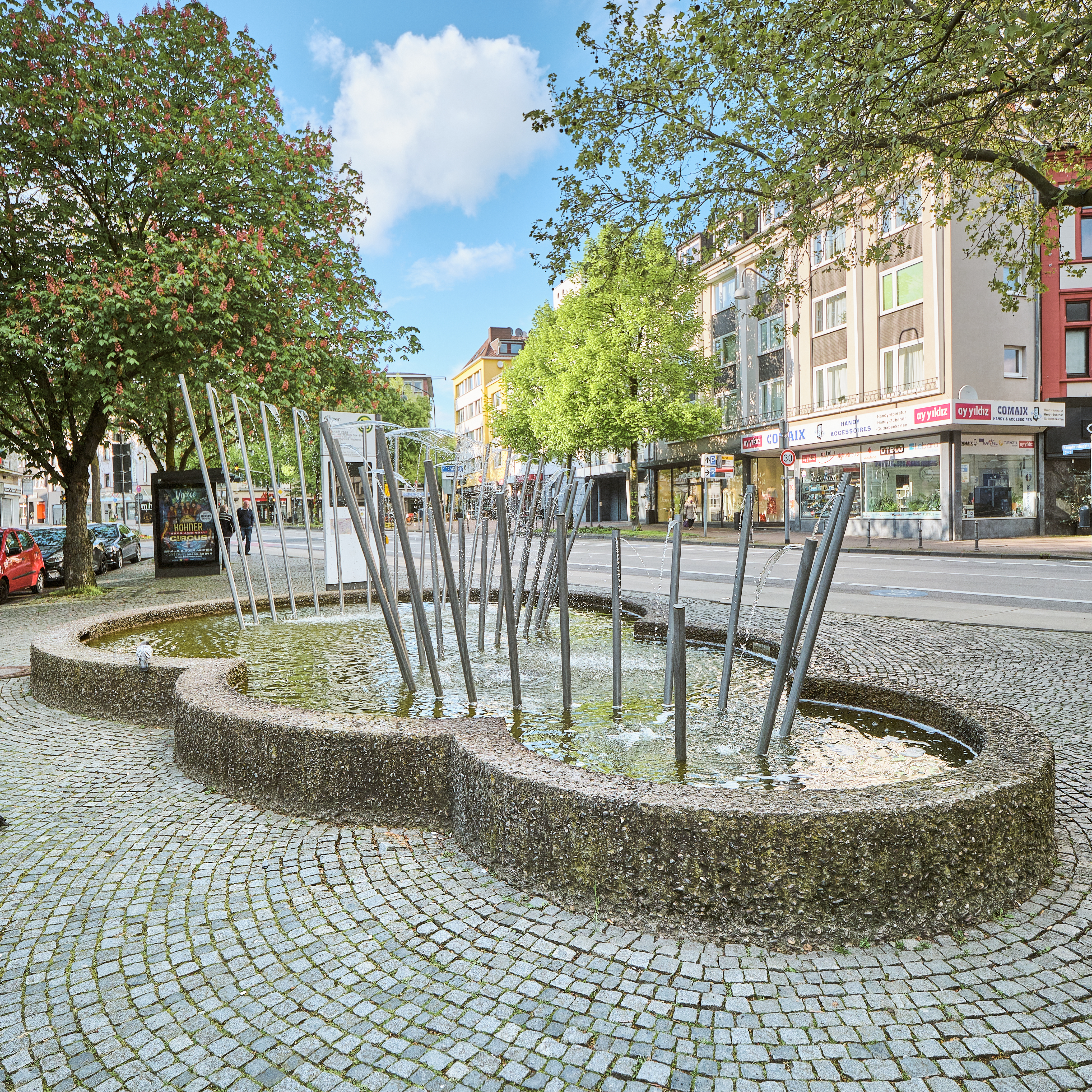
Der Brunnen

Der Röhrenbrunnen  ist ein Brunnen in Aachen. Er liegt auf einem dreieckigen Platz zwischen der Komphausbadstraße und der Kurhausstraße nördlich des Alten Kurhauses. Der Brunnen wurde 1971 von dem Bildhauer Heinz Tobolla geschaffen.
Das Brunnenbecken ist von einer niedrigen Betonbrüstung in der Form dreier sich überlappender Kreise mit unterschiedlichen Durchmessern begrenzt. In dem Becken sind 40 Röhren aus Edelstahl mit gleicher Dicke, aber unterschiedlichen Höhen, in einer Schlangenlinie angeordnet. Vom oberen Ende der Röhren aus spritzt das Wasser in das Becken.